# Karol Daniel Kadłubiec

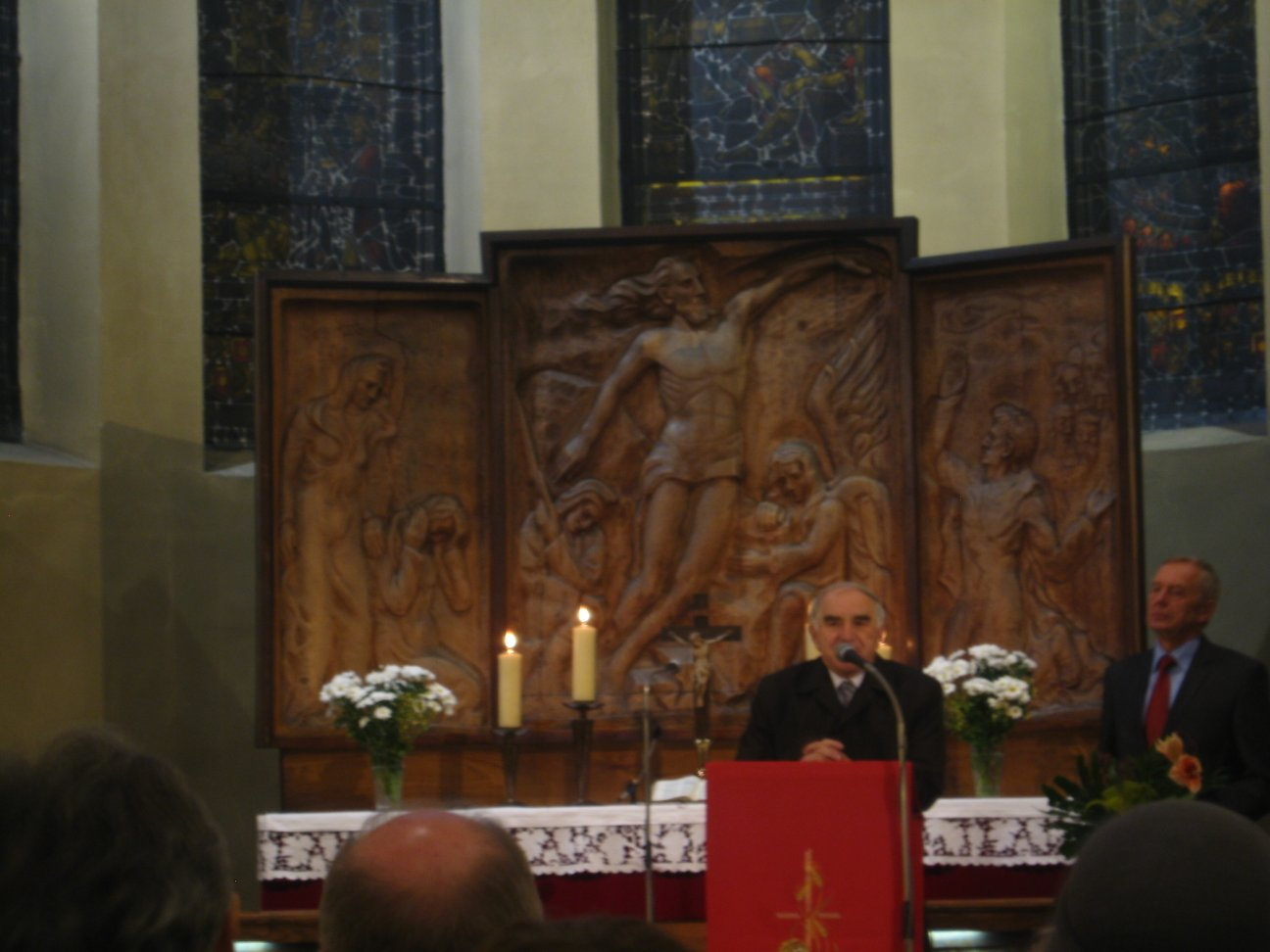
Prof. Daniel Kadłubiec – laureat „Śląskiego Szmaragdu” 2012

Karol Daniel Kadłubiec (ur. 22 lipca 1937 w Karpętnej) – polski slawista, badacz kultury, folkloru i języka Śląska Cieszyńskiego.

## Życiorys
Syn Jana Kadłubca, polskiego nauczyciela i działacza społecznego. Początkowo uczył się w niemieckiej szkole ludowej. Po 1945 roku uczęszczał do polskiej szkoły podstawowej w Bystrzycy oraz do polskiego liceum w Czeskim Cieszynie (Český Těšín). Po jego ukończeniu w 1955 roku rozpoczął studia slawistyczne na Uniwersytecie Karola w Pradze. Dyplom magisterski uzyskał w 1960 roku za rozprawę poświęconą bajkom śląskim. W Pradze doktoryzował się pod opieką naukową prof. Karela Horálka w 1968 roku. Następnie w 1973 roku uzyskał tytuł kandydata nauk, a w latach 1978 (na Uniwersytecie Warszawskim) oraz 1988 (Uniwersytet Karola w Pradze) habilitował się. W 1994 roku uzyskał tytuł profesora.

## Praca w Republice Czeskiej
Pracował w Katedrze Języków Obcych Instytutu Pedagogicznego ostrawskiej Wyższej Szkoły Pedagogicznej (od 1991 – Uniwersytet Ostrawski) od 1964 roku, później na Uniwersytecie Karola, od 1991 roku był kierownikiem Zakładu Badań Etnikum Polskiego Uniwersytetu Ostrawskiego (przekształconego później w Instytut) z siedzibą w Czeskim Cieszynie. W latach 1990–1992 był kierownikiem Katedry Polonistyki i Folklorystyki, która powstała z jego inicjatywy. W tej instytucji w roku 2002 przeszedł na emeryturę, jednak w 2007 roku powrócił do niej jako visiting professor, a następnie professor emeritus.
Jest członkiem Polskiego Związku Kulturalno-Oświatowego na terenie Republiki Czeskiej (kierownik Miejscowego Koła w Mistrzowicach, działacz Zarządu Głównego i inicjator Sekcji Folklorystycznej).

## Praca w Polsce
Równocześnie działał naukowo i organizacyjnie w Polsce. W 1991 roku wraz z prof. Ireną Bukowską-Floreńską, Haliną Rusek i Alojzym Kopoczkiem organizował kierunek etnologiczny w cieszyńskiej filii Uniwersytetu Śląskiego w Katowicach. W latach 1995–2005 kierował Zakładem Folklorystyki Ogólnej i Stosowanej. Kierował także Radą Programową Zespołu Pieśni i Tańca „Śląsk”. Aż do emerytury kierował Zakładem Antropologii i Folklorystyki w Katedrze Pedagogiki, Psychologii i Antropologii Wydziału Humanistyczno-Społecznego Akademii Techniczno-Humanistycznej w Bielsku-Białej. Z jego inicjatywy w 2013 roku w Ustroniu otwarta została letnia Wolna Szkoła Nauk Filozoficznych i Społecznych im. prof. Jana Szczepańskiego.

## Publikacje
Jest autorem kilku książek oraz około 600 artykułów naukowych.
- Kadłubiec K.D., Milerski W., Cieszyńska ojczyzna polszczyzna, Czeski Cieszyn-Cieszyn: Pro-print, 2001. ISBN 80-238-6725-3.

- Kadłubiec K.D., Cieszyńsko-zaolziańska polszczyzna, Katowice: Wojewódzka Biblioteka Publiczna w Katowicach, 1994. ISBN 83-900122-8-6.

- Kadłubiec K.D., Gawędziarz cieszyński Józef Jeżowicz, Ostrawa: Profil, 1973.

- Kadłubiec K.D, Górniczy śmiech: komizm ludowy pogranicza czesko-polskiego, Wrocław: Polskie Towarzystwo Ludoznawcze, 1995. ISBN 83-9049-14-1-9.

- Kadłubiec K.D., Jan Szczepański. Dzienniki z lat 1935–1945, Ustroń: Muzeum Ustrońskie im. Jana Jarockiego, 2009. ISBN 978-83-60551-24-0.

- Kadłubiec K.D., Kultura ludowa na pograniczu, Katowice: Uniwersytet Śląski w Katowicach, 1995. ISBN 83-226-0620-6.

- Kadłubiec K.D., Opowiado Anna Chybidziurowa, Bystrzyca: Ducatus Teschinensis, 2017. ISBN 978-80-906986-0-4.

- Kadłubiec K.D., Polská národní menšina na Těšínsku v České republice, Ostrawa 1998. ISBN 80-7042-479-6.

- Kadłubiec K.D., Płyniesz Olzo. Monografia kultury ludowej Śląska Cieszyńskiego, Czeski Cieszyn: Uniwersytet Ostrawski, 2016. ISBN 978-80-7464-871-7.

- Płyniesz Olzo… Zarys kultury duchowej ludu cieszyńskiego, red. D. Kadłubiec, Ostrawa: Profil, 1970.

- Kadłubiec K.D., Śpiywo Anna Chybidziurowa a jeji sómsiedzi, Bystrzyca: Ducatus Teschinensis, 2018. ISBN 978-80-906986-1-1.

- Kadłubiec K.D., Uwarunkowania cieszyńskiej kultury ludowej, Czeski Cieszyn: Sekcja Folklorystyczna Zarządu Głównego Polskiego Związku Kulturalno-Oświatowego, 1987.

- Kadłubiec K.D., W cieszyńskim mateczniku, Czeski Cieszyn: Kongres Polaków w Republice Czeskiej, 2015. ISBN 978-80-87381-18-2.

- Płyniesz Olzo...  Vol. 1–2 (1970–1972) (red.)
- Gawędziarz cieszyński (1973) (wraz z Józefem Jeżowiczem)
- Na cieszyńskiej ziemi: jednodniówka z okazji dwudziestolecia Sekcji Folklorystycznej przy Zarządzie Głównym Polskiego Związku Kulturalno-Oświatowego (1985) (red.)
- Uwarunkowania cieszyńskiej kultury ludowej (1987)
- Ojcowski dom: jednodniówka na dwudziestopięciolecie Sekcji Folklorystycznej Zarządu Głównego Polskiego Związku Kulturalno-Oświatowego (1990) (red.)
- Raz, dwa, trzy, wychodź ty!: twórczość słowna polskich dzieci z Zaolzia (1993) (wraz z Iloną Frydą)
- Cieszyńsko-zaolziańska polszczyzna (1994)
- Górniczy śmiech: komizm ludowy pogranicza czesko-polskiego (1995)
- Kultura ludowa na pograniczu (1995) (red.)
- Nasza ojcowizna: jednodniówka na trzydziestolecie Sekcji Folklorystycznej przy Zarządzie Głównym Polskiego Związku Kulturalno-Oświatowego (1995) (red., wraz z Janem Szymikiem)
- Polská národní menšina na Těšínsku v České republice (1920–1995) (1997)
- Cieszyńska ojczyzna polszczyzna (2001) (wraz z Władysławem Milerskim)
- Skoro zapómniane: o radościach i smutkach starej Karwiny (2002)
- W cieszyńskim mateczniku (2015)
- Płyniesz Olzo. Monografia kultury ludowej Śląska Cieszyńskiego – (Kadłubiec i kolektyw – 2016)

## Nagrody i wyróżnienia
- 2002 – Nagroda im. Wojciecha Korfantego nadana przez Związek Górnośląski[2]
- 2010 – Nagroda Polityki za opracowanie i wstęp do książki Dzienniki z lat 1935–1945 Jana Szczepańskiego[3].
- 2012 – Śląski Szmaragd
- 2013 – Honorowy Ślązak Roku[4]
- 2015 – Tytuł i nagroda Ambasadora Polszczyzny poza Granicami Kraju za upowszechnianie i kultywowanie języka polskiego w środowisku Polaków na Zaolziu[5][6]
- 2020 – Nagroda im. ks. Leopolda Jana Szersznika[1]